# Enseada Indústria Naval
A Enseada Indústria Naval, também chamada de Enseada, é uma empresa brasileira, fundada em 2011, com sede em Maragogipe, Bahia. A Enseada, pertence ao grupo Novonor e é fruto de um dos maiores investimentos privados da Bahia das últimas décadas, sendo o veículo que consolidou todo o conhecimento e expertise dos seus acionistas no segmento de construção naval e offshore. Com tecnologia Kawasaki Heavy Industries, a Enseada foi implantada estrategicamente às margens do Rio Paraguaçu, no Estado da Bahia. Suas instalações estão localizadas em águas abrigadas e com calado profundo, onde não há a incidência de correnteza ou ventos inesperados. Além disso, não há concorrência de atracação com outras indústrias como em outras regiões.
Ao longo dos últimos anos, a empresa passou por um amplo processo de reestruturação, sendo convertida num Complexo Industrial e Logístico. Atualmente opera como um Porto Privado (TUP), tendo alcançado recentemente o status de maior porto baiano em termos de exportação de minério de ferro. Além das atividades portuárias, o Enseada também disponibiliza sua infraestrutura industrial e logística para clientes, parceiros e novos investidores dos setores de construção naval e offshore e também para o setor de energia eólica, onde se posiciona como um hub para a logística, armazenamento e fabricação de aerogeradores e seus componentes. 